# Marginella pseudosebastiani
Marginella pseudosebastiani is een slakkensoort uit de familie van de Marginellidae. De wetenschappelijke naam van de soort is voor het eerst geldig gepubliceerd in 2001 door Mattavelli.